# 12094 Mazumder
A 12094 Mazumder (ideiglenes jelöléssel 1998 HX99) a Naprendszer kisbolygóövében található aszteroida. A LINEAR projekt keretében fedezték fel 1998. április 21-én.